# أجندة 2010
أجندة 2010 هي سلسلة من الإصلاحات التي نفذتها الحكومة الألمانية المشكلة من تحالف الديمقراطيين الاشتراكيين والخضر في أوائل العقد الأول من القرن الحادي والعشرين. هدفت الأجندة إلى إصلاح نظام الرعاية الاجتماعية الألماني وعلاقات العمل. وكان الهدف المعلن هو تعزيز النمو الاقتصادي وبالتالي الحد من البطالة.

## الأجندة
في 14 مارس 2003، ألقى المستشار غيرهارد شرودر خطابًا أمام البوندستاغ حدد فيه خطط الإصلاح المقترحة. وأشار إلى ثلاثة مجالات رئيسية ستركز عليها الأجندة وهي: الاقتصاد، ونظام الضمان الاجتماعي، وموقع ألمانيا في السوق العالمية.
كان وزير المالية الألماني هانز إيشيل مسؤولاً عن تنفيذ تدابير لا تحظى بشعبية اجتماعية، بما في ذلك التخفيضات الضريبية (مثل تخفيض المعدل الأساسي لضريبة الدخل بنسبة 25٪)، وتخفيضات في استيعاب تكاليف العلاج الطبي وتخفيضات جذرية في استحقاقات التقاعد، وتخفيضات في إعانات البطالة. تم اقتراح هذه التدابير ظاهرياً بما يتفق مع نهج تحرير السوق الذي تبنته استراتيجية لشبونة للاتحاد الأوروبي. يعد اسم أجندة 2010 في حد ذاته إشارة إلى الموعد النهائي لاستراتيجية لشبونة في عام 2010.
تم الترويج للخطة بقوة من قبل مجموعة برتلسمان الإعلامية. 
بدأت سلسلة من التغييرات في سوق العمل المعروفة باسم خطة هارتز في عام 2003، ودخلت الخطوة الأخيرة، هارتز 4، حيز التنفيذ في 1 يناير 2005. أثرت هذه التغييرات على إعانات البطالة ومراكز العمل في ألمانيا، وطبيعة نظام الضمان الاجتماعي الألماني.

## ردود الفعل
يعتبر السياسيون والقادة الصناعيون والنقابات العمالية ووسائل الإعلام والسكان أن أجندة 2010، وخاصة إصلاح هارتز 4، هي أكبر اقتطاع في نظام الضمان الاجتماعي الألماني منذ الحرب العالمية الثانية.
في حين أن القادة الصناعيين وكل من الأحزاب البرلمانية المحافظة والليبرالية اقتصاديا، مثل الاتحاد الديمقراطي المسيحي، والاتحاد الاجتماعي المسيحي، والحزب الديمقراطي الحر، دعموا بقوة أجندة 2010 حيث أنها نفذت مطالبهم الطويلة الأمد، فقد حدث اضطراب قوي في الحزب الديمقراطي الاجتماعي الذي يتزعمه شرودر. بعد أن هدد شرودر بالاستقالة (بدون خليفة واضح كمستشار) إذا تم منع التغييرات داخل حزبه، نظرًا لأنها كانت حيوية جدًا لسياسة حكومته، حصل على 80٪ من تصويت الثقة داخل الحزب بالإضافة إلى موافقة 90٪. من شريكه في الائتلاف الخضر.
اتخذ زعماء الكنائس البروتستانتية والكاثوليكية الرومانية في ألمانيا "خطوة غير عادية للغاية" للتعبير علنًا عن دعمهم لمقترحات الحكومة. وقال رئيس الكنيسة الإنجيلية مانفريد كوك إن "الأساليب القديمة لم تعد فعالة". ووصف زعيم الكاثوليك في البلاد، الكاردينال كارل ليمان، مقترحات شرودر بأنها "ضرورية للغاية". 
فاز شرودر في الانتخابات الفيدرالية عام 2002 بوعده، من بين أمور أخرى، بعدم المسام بنظام الضمان الاجتماعي. كرد فعل على سياسات الأجندة والتدابير المتخذة، استقال عدد كبير من أعضاء حزب شرودر،  لكن السياسيين اليساريين الأكثر بروزًا ظلوا في مناصبهم. على الرغم من أن التغييرات تمت في نهاية المطاف، إلا أن شرودر، بعد استطلاعات الرأي السلبية، استقال من منصب رئيس الحزب (ولكن ليس كمستشار) في فبراير 2004، لإفساح المجال أمام فرانتس مونتيفيرينغ.
ترك هذا التطور حزب الاشتراكية الديموقراطية (مع اثنين فقط من أصل 603 عضو في البرلمان الفيدرالي) باعتباره المعارض الوحيد الصريح لسياسات أجندة 2010.
قام اتحاد نقابات العمال الألماني، المجموعة الأكثر نفوذا خارج البرلمان والمتشابكة تاريخيا مع الحزب الاشتراكي الديمقراطي، بتصعيد خطابه بشكل كبير ضد أجندة 2010، خاصة قبل إصلاح هارتز 4 في يوليو 2004، لكن هدأت حدة الخطاب بسرعة بعد لقاء مع شرودر في أغسطس 2004. عانت النقابات العمالية من الكثير من الاستنزاف في تلك العملية حيث انشق أعضاؤها بأعداد كبيرة إما بسبب أن موقف النقابات كان يُنظر إليه على أنه متساهل للغاية أو معارض بشدة. لم تكن هناك إضرابات ضد أجندة 2010 لأن الدستور الألماني يحظر الإضرابات ذات الدوافع السياسية، لكن بعض المظاهرات على الأقل تم تنظيمها ودعمها من قبل النقابات.
وفي ديسمبر 2003، قام البوندسرات، الذي يهيمن عليه الاتحاد الديمقراطي المسيحي المعارض، بعرقلة بعض الإصلاحات لأسباب سياسية حتى تم التوصل إلى العديد من التنازلات، والتي وضع الكثير منها تطوراً مؤلماً بشكل خاص على التدابير المتخذة.
أدى عدم الرضا عن أجندة 2010، وخاصةً هارتز 4، إلى احتجاج آلاف الأشخاص في شوارع برلين ولايبزيغ ومدن كبيرة أخرى خاصة في شرق ألمانيا، ولكن أيضًا في غرب ألمانيا خلال صيف عام 2004.
كما عززت المعارضة لأجندة 2010 تأسيس حزب سياسي جديد، العمل والعدالة الاجتماعية - الخيار البديل من قبل أعضاء الحزب الديمقراطي الاشتراكي والناشطين النقابيين على المدى الطويل. عارض الحزب الجديد بشكل مباشر الإجراءات المتخذة في أجندة 2010 وخاض انتخابات ولاية شمال الراين وستفاليا عام 2005، حيث حصل على 2.2% من الأصوات ولم يحصل على أي مقعد، ضد ما اعتبره "الإجماع النيوليبرالي" الذي أظهرته الحكومة الحاكمة من أحزاب يسار الوسط والمعارضة الأكثر محافظة على حد سواء. بالنسبة للانتخابات الفيدرالية الألمانية لعام 2005، شكل الحزب تحالفًا انتخابيًا ناجحًا مع حزب الاشتراكية الديموقراطية وحصلا على 8.7% من الأصوات. في يونيو 2007 اندمج الحزبان في حزب جديد هو حزب اليسار.

## النتائج
كانت النتيجة المباشرة لإصلاحات أجندة 2010 هي أن البطالة ارتفعت إلى أكثر من 5.2 مليون شخص في فبراير 2005  ووصف شرودر الشركات الألمانية بأنها "كسولة" لفشلها في توظيف المزيد من العمال.  ولكن ابتداء من عام 2005، بدأت أرقام البطالة في الانخفاض، وفي مايو 2007، بلغت البطالة 3.8 مليون شخص، وهو أدنى مستوى لها منذ خمس سنوات ونصف.  وقد تم الاستشهاد بالنجاح الواضح لأجندة 2010 في الحد من البطالة في ألمانيا في المناقشة الدائرة حول تمديد إعانات التأمين ضد البطالة طويلة الأجل في الولايات المتحدة. 
أثير النقاش حول النتائج الاجتماعية والاقتصادية لإصلاحات أجندة 2010 بعد نشر دراسة أجرتها مؤسسة فريدريش إيبرت في أواخر عام 2006. وصنفت الدراسة 4% من الأشخاص الذين يعيشون في ألمانيا الغربية بالإضافة إلى 20% من الأشخاص الذين يعيشون في ألمانيا الشرقية على أنهم يعيشون في ظروف اجتماعية واقتصادية "محفوفة بالمخاطر". على الرغم من أن موضوع الظروف الاجتماعية في ألمانيا كان موضع نقاش كبير نتيجة لهذه الدراسة، حيث ألقى العديد من الأشخاص (بما في ذلك أولئك الموجودين في حزب شرودر نفسه) باللوم على شرودر وإصلاحاته في عدم المساواة الاقتصادية المتزايدة في ألمانيا، إلا أنه لم يتم سن أي تغييرات في السياسة كنتيجة مباشرة للدراسة. 
وبحلول عام 2008، بلغت حصة الأجور في الدخل الوطني أدنى مستوى لها منذ خمسين عاما عند 64.5%. 
ومن العلامات الأخرى التي تشير إلى ارتفاع عدم المساواة الاقتصادية في ألمانيا، ارتفاع عدد الألمان الذين يعيشون تحت خط الفقر من 11% في عام 2001،  إلى 12.3% في عام 2004،  ونحو 14% في عام 2007. ووفقاً للإحصاءات الحكومية لعام 2007، كان واحد من كل ستة أطفال فقيراً، وهو رقم قياسي بعد عام 1960، حيث كان أكثر من ثلث الأطفال فقراء في المدن الكبرى مثل برلين وهامبورج وبريمن.
ويبدو أن الناخبين يستجيبون لأجندة 2010 وإصلاحات هارتز 4 بشكل سلبي. وفي انتخابات برلمان الاتحاد الأوروبي عام 2004، وصل الحزب الاشتراكي الديمقراطي إلى أدنى مستوى له على الإطلاق في الانتخابات الوطنية بعد الحرب حيث حصل على 21% فقط من الأصوات.
خسر الحزب الاشتراكي الديمقراطي بفارق كبير في الانتخابات الإقليمية لعام 2005 في "معقل" شمال الراين وستفاليا، حيث تم استبدال حكومة الحزب الاشتراكي الديمقراطي الإقليمية بائتلاف الاتحاد الديمقراطي المسيحي - الحزب الديمقراطي الحر، مما أعطى الفائزين أغلبية عاملة في البوندسرات. تُعزى خسائر الديمقراطيين الاشتراكيين على نطاق واسع إلى استياء الناخبين من إصلاحات أجندة 2010.
وفي وقت لاحق، خسر المستشار شرودر في التصويت على الثقة، الأمر الذي استلزم بدوره إجراء انتخابات عامة مبكرة. وفي خريف عام 2005، قبل عام واحد من الموعد المحدد لها، أُجريت الانتخابات العامة وهُزم الديمقراطيون الاشتراكيون.
وبحلول عام 2011، انخفضت البطالة من متوسطها الذي بلغ 10% في منتصف العقد إلى نحو 7%، وهو أدنى مستوى لها منذ أوائل التسعينيات. 
ويرى بعض العلماء أن انخفاض الأجور في ألمانيا والذي عززته أجندة 2010 كان أحد أسباب أزمة الديون الأوروبية.    

## روابط خارجية
- دليل سريع لـ "أجندة 2010" - تقرير دويتشه فيله باللغة الإنجليزية عن أجندة 2010، 17 أكتوبر 2003